# Light of Gold
Light of Gold è una canzone del gruppo inglese Skye and Ross, che è stata estratta come primo singolo dal loro album di debutto Skye | Ross. Il brano è stato pubblicato in anteprima su SoundCloud il 3 marzo 2016, mentre è stato commercializzato a partire dal 1º luglio dello stesso anno. Il brano è entrato in rotazione radiofonica il 19 agosto 2016.

## Video
Una prima versione del video musicale esclusivamente audio che consisteva in un'immagine statica è stata pubblicata sul sito di YouTube il 1º luglio 2016, in contemporanea con l'uscita commerciale del singolo.
Il 10 luglio 2016, Skye and Ross annunciono le riprese del videoclip di Light of Gold. Il 30 agosto viene rilasciato da Vevo sempre su YouTube il videoclip ufficiale, diretto da Tom Merilion e girato a Sebenico in Croazia. Le immagini mostrano due giovani innamorati che si scambiano effusioni. Alla fine della canzone, la coppia parte in viaggio per poi raggiungere un concerto di Skye and Ross.
Il 7 settembre dello stesso anno viene pubblicato il video del singolo in versione acustica.

## Tracce
- Download digitale

1. Light of Gold – 3:35